# Akutno trovanje amfetaminima
Akutno trovanje amfetaminima jedna je od bolest izazvana namernim ili slučajnim unosom preparata iz ove grupe, praćeno promenom mentalnog stanja.

## Popularni nazivi
Amfetamin — „ulična droga” — led — kristal — kristalni met — speed — crank — glass — base — whizz.

## Istorija
Amfetamini kao derivati feniletiamina, otkriveni su 1887.godine. Smatra se da je amfetamin prvi put proizveo nemački hemičar Leuckart 1880. godine. Značajnu upotrebu amfetamin je ima tokom Drugog svetskog rata, zbog snažne stimulacija CNS-a i adrenergičkih (simpatikomimetski) efekti na periferiji. Naime kada su engleski piloti bombardovali nemačke gradove, zbog dugih noćnih letova dobijali su amfetamin da ne bi zaspali na borbenim zadacima. Kasnije je utvrđeno da su mnogi zapali u shizofreniju, pa je prepoznata opasnost od amfetamina. Dugo uzimanje ovog leka vodilo je u toksične psihoze, slične šizofreniji.
U današnje vreme kada se brzo živi, a provod je najluđi noću, upotreba amfetamina je opet postala aktuelna. Pod nazivom „ulična droga”, led, kristal, kristalni met, speed, crank ili glass, danas su amfetamini zbog svog stimulativnog efekta postali sve popularniji, posebno kod adolescenata i mladih.
Za medicinu amfetamin je, lek koji suzbija osećaj umora. Danas u Americi, ali i u ostalim razvijenim zemljama, daje deci koja su mnogo nemirna, sa dijagnozom poremećaja pažnje i povećane hiperaktivnosti.
Međutim metamfetamin, koji se ponekad primenjuje u zdravstvene svrhe (kod poremećaja s nedostatkom pažnje–hiperaktivnošću, gojaznosti i narkolepsije) lako se proizvodi na nezakonit način a njegovo uzimanje je postalo prošireno u Holandiji, Velikoj Britaniji i Severnoj Americi. Nezakonito uzimanje metamfetamina je glavni oblik zloupotrebe amfetamina u Severnoj Americi, jer je stimulativna droga, koja je sintetička, i kriminalno je što se tehnološkim postupcima od nekih potpuno bezazlenih supstanci može dobiti proizvodnjom u nelegalnim laboratorijama.
Amfetamin ima značajnu ulogu i u istoriji dopinga u sportu: nekoliko biciklista je umrlo zbog korišćenja amfetamina, jer ova supstanca suzbija osećaj umora, pa se sportista i pored naprezanja ne oseća da mu trpi srce, jetra, mišići, jer mozak ne dobija pravu informaciju o umoru.

## Vrste amfetamina
Amfetamin (CAS-300-62-9) je član fenetilamin grupe koja uključuje niz supstanci koje mogu biti stimulansi, entaktogeni ili halucinogeni. Amfetamin je N,α-metilfenetilamin.
Baza amfetamina je bezbojno i lepljivo ulje koje je netopljivo u vodi. Najčešći oblik soli je sulfat (CAS-60-13-9): bel ili bezbojan prah rastvorljiv u vodi. Ilegalni proizvodi uglavnom dolaze u obliku praha. Tablete koje sadrže amfetamin mogu nositi slične logotipove kao što su na MDMA i druge ekstazi tablete.
Amfetamin, bilo da je reč o čistom, ili o nekom derivatu ove supstancije ili u kombinaciji – nikada nije bezopasan. Po američkoj klasifikaciji, to je droga drugog stepena. Heroin je, na primer, droga prvog stepena. Amfetamin se danas koristi masovno u sledećim oblicima:
| Halucinogeni amfetamini | meskalin — metilendioksiamfetamin (MDA) - metilendioksimetamfetamin (MDMA) - metilendioksietamfetamin (MDEA) - 4-metil-2-5-dimetoksiamfetamin |
| Derivati amfetamina     | metamfetamin „led” - fentermin - fenmetrazin - fenfluramin - metilfenidat - fenilpropanolamin - efedrin                                       |

## Farmakologija
Amfetamin je stimulans centralnog nervnog sistema koji izaziva:
- povišeni krvni pritisak
- tahikardiju
- osećaji povećanog samopouzdanja, društvenosti i energije
- potiskivanje apetita i umora što dovodi do nesanice.

Oralnom primenom, efekat obično nastaje u roku od 30 minuta i može potrajati satima, da bi se kasnije razvio osećaj razdražljivosti, nemira, uznemirenosti, depresije i bezvoljnosti.
Amfetamin povećava aktivnost noradrenalina i dopamina u sistemu neurotransmitera.
Amfetamin je manje snažan od metamfetamina, ali u nekontrolisanim situacijama efekti se gotovo ne razlikuju.
Akutna intoksikacija uzrokuje ozbiljne kardiovaskularne poremećaje, kao i probleme u ponašanju koji uključuju uznemirenost, zbunjenost, paranoju, impulzivnost i nasilje. Hronična primena amfetamina izaziva neurohemijske i neuroanatomske promene.

## Klinička slika
Lako trovanje
- Povećanje psihomotorne aktivnosti, nesanica, mučnina, povraćanje.
- Usta suva, koža lica rumena, zenice široke refleksi pojačani.

Srednje teško trovanje
- Pored napred navedenog javlja se izrazita hiperaktivnost, konfuznost, ubrzano disanje, skok krvnog pritiska i tahikardija sa mogućim poremećajima srčanog ritma.
- Telesna temperatura je povišena uz prisustvo profuznog znojenja.

Teško trovanje
- Dolazi do potenciranja napred navedenih simptoma (izrazita hipertenzija i tahikardija sa ozbiljnim poremećajima srčanog ritma, izrazita hiperpireksija, konvulzije i poremećaji svesti do nivoa kome).

Smrtni ishod
U najtežim slučajevima je moguć smrtni ishod, zbog ozbiljnog poremećaja srčanog ritma, izrazite hipertermije, izrazite hipertenzije (sa mogućom intrakranijalnom hemoragijom ili infarktom) i
encefalopatije.
| Manifestacije od strane     | Znaci i simptomi                                                                                             |  |
| --------------------------- | --- |  |
| Centralnog nervnog sistema  | - Promena mentalnog stanja, dezorijentacija i glavobolja - Diskinezije - Agitacija - Simptomi moždanog udara |  |
| Kardiovaskularnog sistema   | - Bol u prsima - Palpitationsacije                                                                           |  |
| Gastrointestinalnog sistema | - Suva usta - Mučnina i povraćanje - Dijareja                                                                |  |
| Kožnog sistema              | - Dijaforeze - Eritematozni bolni osip, tragovi igle - Inficirane duboke ulceracije (ektima)                 |  |
| Genitourinarnog sistema     | - Otežano mokrenje                                                                                           |  |
| Očnog sistema               | - Midrijaza                                                                                                  |  |

Fetalna ekspozicija
Fetalna ekspozicija se dešava kod upotrebe amfetamina u trudnoći i može dovesti do prenatalnih komplikacija:
- povećanja učestalosti prevremenog porođaja,
- izmenjenih oblika neonatalnog ponašanja (abnormalni refleksi,
- ekstremne iritabilnost).
- a ima indicija da dovodi i do kongenitalnih deformacija.

## Diferencijalna dijagnoza
Diferencijalno dijagnostički kod trovanja amfetaminima treba posumnjati na:
| - Akutni koronarni sindrom - Akutna hipoglikemija - Evaluacija zloupotrebe alkohola - Antiholinergična toksičnost - Anksiozni poremećaji - Trovanje kofeinom - Horea u odraslih - Trovanje kokainom - Delirijum, demencija i amnezija u urgentnoj medicini - Subarahnoidalno krvarenje - Hitno lečenje šizofrenije - Encefalitis - Halucinogena trovanja - Trovanje gljivama - Hiperkalcemija u urgentnoj medicini | - Hipokalcemija - Distonične reakcije izazvane lekovima - Meningitis - Toksičnost metamfetamina - Trovanje inhibitorima monoamino oksidaze - Sindrom više disfunkcije organa - Infarkcija miokarda - Neuroleptični maligni sindrom - Periferne vaskularne povrede - Rabdomioliza - Status epileptikus - Simpatomimetička trovanja - Trovanja antihistaminicima - Sindrom povlačenja |

## Dijagnoza
Dijagnoza mse postavlja na osnovu:
- pozitivne anamneze (poseta „rave” koncertima, držanje dijete zbog viška TT i sl.
- kliničke slike (napred opisane)
- dokazivanja amfetamina - u biološkom materijalu (krv, mokraća)

## Terapija

### Prehospitalna terapija
Prehospitalno zbrinjavanje pacijenata sa intoksikacijom amfetaminima često zahteva fizičko i hemijsko ograničavanje pacijenta i lečenje komplikacija intoksikacije, uključujući napade, gubitak kompetentnih disajnih puteva, srčane disritmije i traume.

### Lečenje na odeljenju intenzivne nege
Kod pacijenti sa trovanjem amfetaminom, kod kojih nisu prisutni znaci ili simptoma koji ugrožavaju život, mogu se tretirati sedativima i praćenjem.
Komplikacije mogu zahtevati:
- uspostavljanje prohodnosti disajnih puteva
- reanimaciju infuzionim tečnosti ili drugim merama za rashlađenje.
- opservaciji u sigurnom i tihom okruženju.

U slučaju ekstremnog uzbuđenja i panike mogu biti od koristi anksiolitici, a u psihozama indikovana je kratkotrajno upotrebljena neuroleptika.
Kod pacijenata koji su trovanje izazvali oralnim gutanjem anfetamina, vrši se dekontaminacija gastrointestinalnog (GI) sistema:
- primenom aktivnog uglja (koji apsorbuje 100-1.000 mg leka po gramu ugljenika)
- orogastričnom lavažom (ispirtanja), koje nije neophodno.

Postavljanje Folijevog katetera može biti korisno za praćenje količine izlučene mokraće, posebno u situacijama u kojima se primenjuju diuretici za korekciju edema pluća, i/ili zbog praćenja nivoa smanjenja mokrenja zbog efekata amfetamina na mišiće sfinktera mokraćne bešike. Brza procena punjenja mokraćne bešike može se obaviti i ultrasonografijom ili palpacijom bešike.
Agitacija ili trajni napadi kod pacijenata sa trovanjem amfetaminima zahtevaju primenu benzodiazepina, ali i mirno i umirujuće okruženje.
Značajne srčane aritmije mogu zahtevati kardioverziju, defibrilaciju i primenu antiaritmijskih lekova.
Kako često produžena i hipertenzija, ona može predstavljati kardiovaskularni rizik. Primenom benzodiazepina za sedaciju (nespecifična simpatoliza) može se obaviti početno regulisanje hipertenzije, ako je ona prisutna.
Hiperpirktični slučajevi ili slučajevi povezani sa značajnom toksičnošću krajnjeg organa (npr. kardiovaskularni događaji — ishemija miokarda mogu se regulisati intravenskom primenom fentolamina, nitroprusida ili nitroglicerina.
Upotrebu beta-blokatora treba izbegavati kako bi se sprečila vazokonstrikcija.
Treba imati u vidu da kombinovana primena alfa-adrenergičnih i beta-adrenergičnih antagonista može imati važnu ulogu u regulisanju tahikardije.
Kardiogeni plućni edem se može tretirati nitroglicerinom i diureticima.
Obavezno treba kod pacijenata sa intoksikacijom amfetaminom, tražiti i lečiti traumatske povrede (ako postoje a nisu odmah vidljive).

### Lečenje zavisnika
Danas se smatra da je za lečenja metamfetaminskih zavisnika kao najkorisnija kognitivno-bihejvioralna terapija. Ovaj pristup je dizajniran da pomogne modifikovanju načina mišljenja, očekivanja i ponašanja, kao i da usavrši veštinu suočavanja sa različitim životnim stresovima.
Grupe za podršku u izlečenju od metamfetaminske zavisnosti su se pokazale kao veoma efikasne u dodatnoj terapiji, što sve vodi dugotrajnoj apstinenciji i oporavku.
Usvojeni su i protokoli za tretman predoziranosti metamfetaminom. Pošto su hipertermija i konvulzije česte i fatalne komplikacije predoziranosti, lekari su fokusirani na ove simptome.

## Napomene
1. ↑  Ova preporuka zasnovana je na dokazima klase IIb u reviziji smernica za nestabilni infarkt miokard i anginozne napade (ne-ST segment) od strane Američkog udruženja za srce (zasnovane na sličnosti amfetaminske i kokainske toksičnosti).

## Literatura
| - White, T. L.; Lott DC; de Wit H (мај 2006). „Personality and the subjective effects of acute amphetamine in healthy volunteers”. Neuropsychopharmacology. 31 (5): 1064—74. PMID 16237380. doi:10.1038/sj.npp.1300939. - Murray, J. B. (март 1998). „Psychophysiological aspects of amphetamine-methamphetamine abuse”. J Psychol. 132 (2): 227—37. PMID 9529666. doi:10.1080/00223989809599162. - Karch, S. (април 1999). „The problem of methamphetamine toxicity”. West J Med. 170 (4): 232. PMC 1305555 . PMID 10344179. - Downes, M. A.; Whyte, I. M. (јун 2005). „Amphetamine-induced movement disorder”. Emerg Med Australas. 17 (3): 277—80. - Wappler F, Roewer N, Kochling A, Scholz J, Loscher W, Steinfath M (јун 1996). „Effects of the serotonin2 receptor agonist DOI on skeletal muscle specimens from malignant hyperthermia-susceptible patients”. Anesthesiology. 84 (6): 1280—7. - Richards, C. F.; Clark RF; Holbrook T; Hoyt DB (1995 Jan-Feb). „The effect of cocaine and amphetamines on vital signs in trauma patients”. Journal of Emergency Medicine. 13 (1): 59—63. Проверите вредност парамет(а)ра за датум: \|date= (помоћ) - Uvnas-Moberg K, Hillegaart V, Alster P, Ahlenius S (1996). „Effects of 5-HT agonists, selective for different receptor subtypes, on oxytocin, CCK, gastrin and somatostatin plasma levels in the rat”. Neuropharmacology. 35 (11): 1635—40. - Jacobs, W. (јун 2006). „Fatal amphetamine-associated cardiotoxicity and its medicolegal implications”. Am J Forensic Med Pathol. 27 (2): 156—60. - Kueh, S. A.; Gabriel RS; Lund M; Sutton T; Bradley J; Kerr AJ; . (април 2016). „Clinical Characteristics and Outcomes of Patients with Amphetamine-associated Cardiomyopathy in South Auckland, New Zealand”. Heart Lung Circ. - Шаблон:Cite journal=Chin KM, Channick RN, Rubin LJ. - National Institute on Drug Abuse. Available at Monitoring the Future Study: Trends in Prevalence of Various Drugs. Pristupljeno: 18. 5. 2018. - United Nations Office of Drugs and Crime. World Drug Report 2017. Pristupljeno: 18. 5. 2018. - van Wel JH, Rosiers JF, Van Hal G. Changes in Drug Use Among Belgian Higher Education Students: A Comparison Between 2005, 2009, and 2013. Subst Use Misuse. 2016 May 24. 1-7. [Medline]. | - Westover AN, Nakonezny PA, Haley RW. Acute myocardial infarction in young adults who abuse amphetamines. Drug Alcohol Depend. 2008 Jul 1. 96(1-2):49-56. [Medline]. [Full Text]. - Bramness, J. G.; Rognli, E. B. (јул 2016). „Psychosis induced by amphetamines”. Curr Opin Psychiatry. 29 (4): 236—241. - Huang B, Dawson DA, Stinson FS, Hasin DS, Ruan WJ, Saha TD; . (јул 2006). „Prevalence, correlates, and comorbidity of nonmedical prescription drug use and drug use disorders in the United States: Results of the National Epidemiologic Survey on Alcohol and Related Conditions”. Journal of Clinical Psychiatry. 67 (7): 1062—73. - Borders, T. F.; Booth BM; Han X; Wright P; Leukefeld C; Falck RS; . (мај 2008). „Longitudinal changes in methamphetamine and cocaine use in untreated rural stimulant users: racial differences and the impact of methamphetamine legislation”. Addiction. 103 (5): 800—8. - Justice, A. J.; De Wit H (јул 2000). „Acute effects of d-amphetamine during the early and late follicular phases of the menstrual cycle in women”. Pharmacol Biochem Behav. 66 (3): 509—15. - Carvalho F, Remiao F, Soares ME, Catarino R, Queiroz G, Bastos ML (1997). „d-Amphetamine-induced hepatotoxicity: possible contribution of catecholamines and hyperthermia to the effect studied in isolated rat hepatocytes”. Arch Toxicol. 71 (7): 429—36. - Papaseit E, Moltó J, Muga R, Torrens M, de la Torre R, Farré M (2017). „Clinical Pharmacology of the Synthetic Cathinone Mephedrone”. Curr Top Behav Neurosci. 32: 313—331. - Albertson, T. E.; Chenoweth JA; Colby DK; Sutter ME (фебруар 2016). „The Changing Drug Culture: Emerging Drugs of Abuse and Legal Highs”. FP Essent. 441: 18—24. - Baumann, M. H.; Solis E Jr, Watterson LR, Marusich JA, Fantegrossi WE, Wiley JL (новембар 2014). „Baths salts, spice, and related designer drugs: the science behind the headlines”. J Neurosci. 34 (46): 15150—8. - Rosenbaum, C. D.; Carreiro, S. P.; Babu, K. M. (март 2012). „Here today, gone tomorrow…and back again? A review of herbal marijuana alternatives (K2, Spice), synthetic cathinones (bath salts), kratom, Salvia divinorum, methoxetamine, and piperazines”. J Med Toxicol. 8 (1): 15—32. - Prosser, J. M.; Nelson, L. S. (март 2012). „The toxicology of bath salts: a review of synthetic cathinones”. J Med Toxicol. 8 (1): 33—42. - Gibbons S (јануар 2012). „'Legal highs'--novel and emerging psychoactive drugs: a chemical overview for the toxicologist”. Clin Toxicol (Phila). 50 (1): 15—24. - Begeman, A.; Franssen EJF (новембар 2017). „Lack of Detection of New Amphetamine-like Drugs using Conventional Urinary Immunoassays”. Ther Drug Monit. 29 (2): 179—81. - Derlet, R. W.; Albertson, T. E.; Rice, P. (1989 Nov-Dec). „The effect of haloperidol in cocaine and amphetamine intoxication”. Journal of Emergency Medicine. 7 (6): 633—7. Проверите вредност парамет(а)ра за датум: \|date= (помоћ) - Plessinger, M. A. (март 1998). „Prenatal exposure to amphetamines. Risks and adverse outcomes in pregnancy”. Obstet Gynecol Clin North Am. 25 (1): 119—38. |

## Spoljašnje veze
|  | Molimo Vas, obratite pažnju na važno upozorenje u vezi sa temama iz oblasti medicine (zdravlja). |